# Kaiserstiel

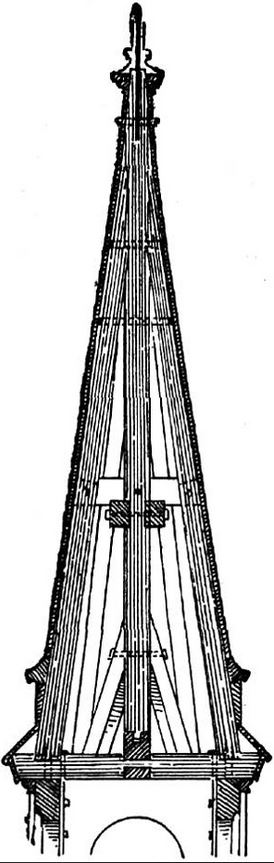
Kaiserstiel im Querschnitt eines Turmhelms (Otto Lueger: Lexikon der gesamten Technik, 1907)

Ein Kaiserstiel (auch Hahnebaum, Helmstange) ist bei einer Dachkonstruktion die innere, senkrechte Holzsäule eines Turmdachs oder Zeltdachs, in den die Gratsparren eingelassen sind und der oben den Turmknauf (Turmhahn) trägt.

## Konstruktion
In statischer Hinsicht kann der Kaiserstiel auch als Hängesäule eines einfachen Hängewerks ausgebildet werden, wenn der darunterliegende Raum stützenfrei bleibt. Dann wird der Stiel unten durch Querzangen oder Kehlbalken gehalten. 
Bei Kirchtürmen wird der Kaiserstiel meist mit einer Konstruktion aus Metall verlängert („Helmstange“), die den Dachschmuck des Kirchturms wie Turmkugel, Wetterhahn oder andere bildliche Darstellungen trägt.
In der klassischen Landesvermessung wird die Helmstange an der Spitze des Kirchturms als Zielpunkt benutzt und zweidimensional koordiniert. Die Höhenangabe über Normalhöhennull bezieht sich meist auf die (mittlere) Wulst des Knopfes.

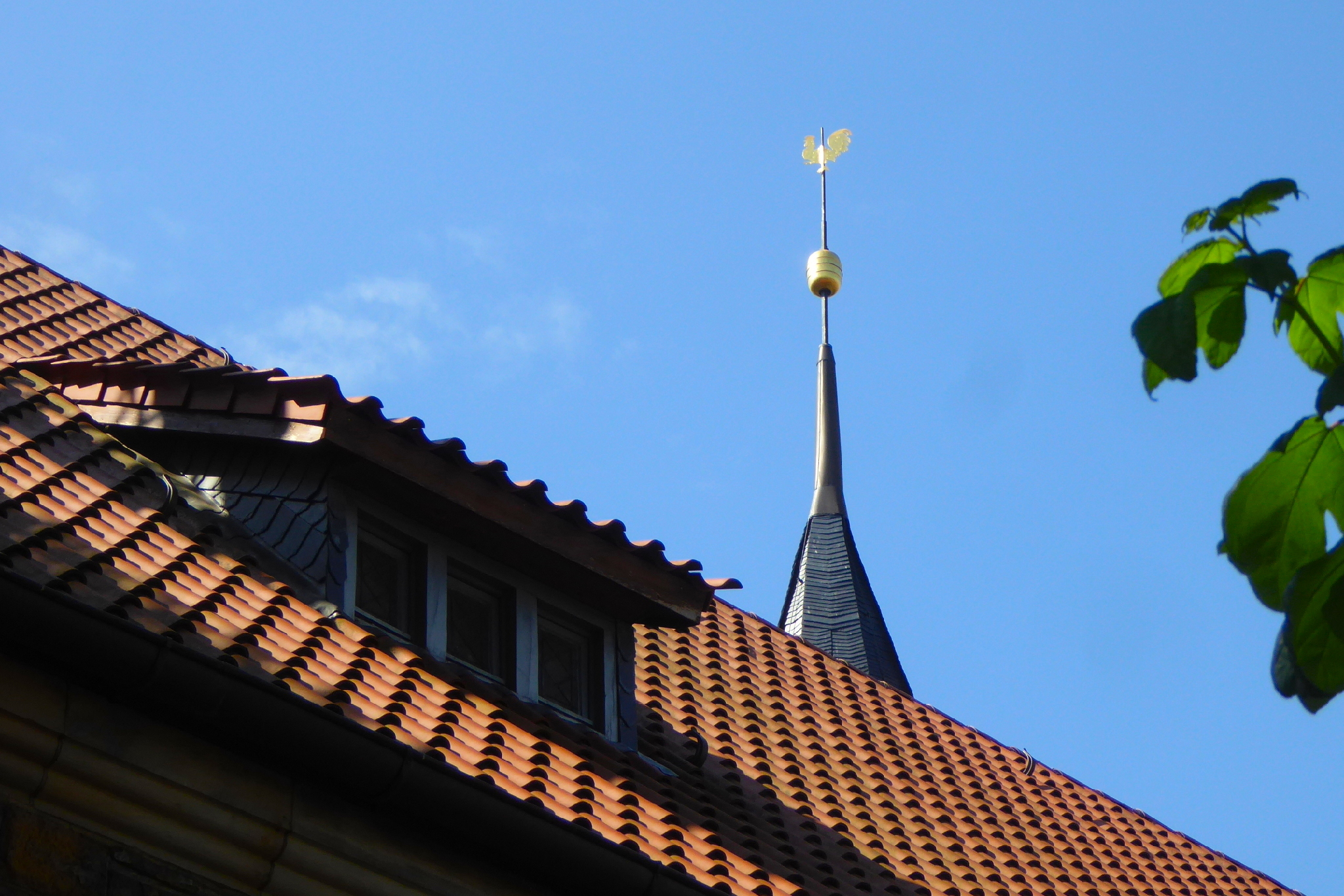
Verlängerter Kaiserstiel mit eiserner Helmstange, Turmkugel und Wetterhahn auf einer Kirchturmspitze

## Sanierungsproblematik
Auf Grund seiner Position ist ein Kaiserstiel bei spitz zulaufenden, engen Turmdächern im verbauten Zustand vom Inneren her kaum oder nicht mehr zu erreichen. Ohne Kontrollmöglichkeit droht er bei schadhafter Dachdeckung unbemerkt zu verrotten und wird deshalb aus widerstandsfähigem Material (beispielsweise Eichenholz, Douglasie) hergestellt. Instandsetzungen und Erneuerungen eines Kaiserstiels sind regelmäßig aufwändige und spektakuläre Baumaßnahmen.

## Weblinks

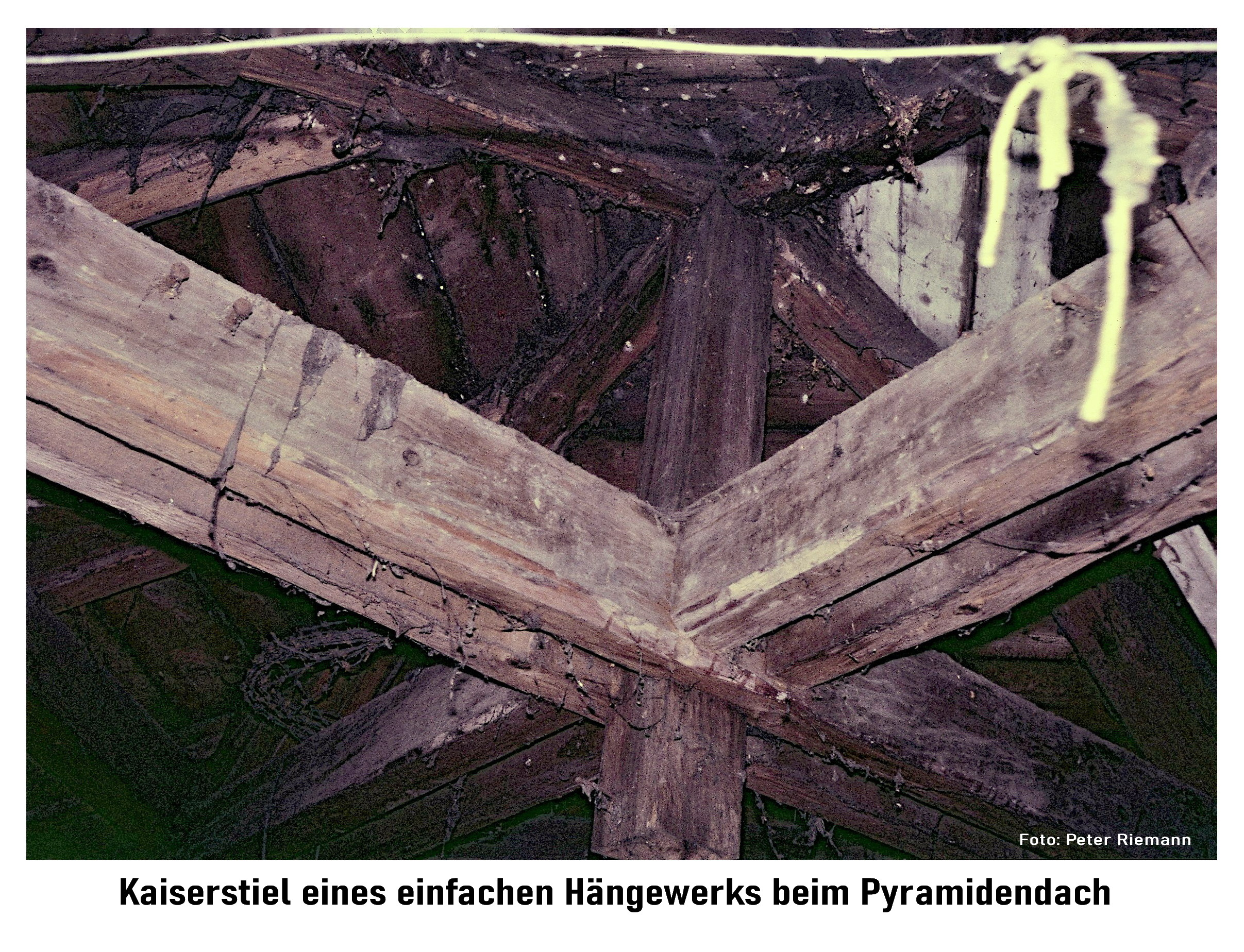
Der Kaiserstiel als Hängestütze in einem Dachstuhl eines Funktionsgebäudes (Blick von unten)